# Macrocneme affinis
Macrocneme affinis är en fjärilsart som beskrevs av Klages 1906. Macrocneme affinis ingår i släktet Macrocneme och familjen björnspinnare. Inga underarter finns listade i Catalogue of Life.